# 870 Manto
A 870 Manto (ideiglenes jelöléssel 1917 BX) a Naprendszer kisbolygóövében található aszteroida. Max Wolf fedezte fel 1917. május 12-én, Heidelbergben.